# Menachemja
Menachemja (hebr. מנחמיה; ang. Menahemya lub Menachemja) – wieś komunalna położona w Samorządzie Regionu Emek ha-Majanot, w Dystrykcie Północnym, w Izraelu.

## Położenie
Menachemja jest położona na wysokości 195 metrów p.p.m. na południowo-zachodniej krawędzi Doliny Kinaret w depresji Rowu Jordanu, w pobliżu zbiegu rzek Jordan i Jarmuk. Po stronie zachodniej wznoszą się strome zbocza płaskowyżu o wysokości 260 metrów n.p.m. Na północ od wsi przepływa strumień Anin, na południu strumień Menachemia, a wschodnią granicę wioski wyznacza rzeka Jordan. W odległości około 1,5 km na południowy wschód od wsi łączy się ona z rzeką Jarmuk, stanowiącą granicę z Jordanią. W odległości 4 km na północny wschód jest Jezioro Tyberiadzkie. Teren położony na wschód od wsi jest stosunkowo płaski. Obszar ten jest wykorzystywany do upraw rolniczych i pod stawy hodowlane. W jej otoczeniu znajduje się miasteczko Jawne’el, kibuce Geszer, Gazit, Alummot, Kewucat Kinneret, Bet Zera, Afikim, Aszdot Ja’akow Me’uchad i Aszdot Ja’akow Ichud, oraz moszawy Kefar Kisch i Szadmot Dewora. Po stronie jordańskiej jest wieś Bakura.
Menachemja jest położona w Samorządzie Regionu Emek ha-Majanot, w Poddystrykcie Jezreel, w Dystrykcie Północnym Izraela.

## Demografia
Stałymi mieszkańcami wsi są wyłącznie Żydzi:

## Historia
Grupa założycielska zawiązała się w 1901 roku i składała się z pięciu pionierów, którzy przybyli do Doliny Kinaret aby przygotować teren pod powstanie pierwszej współczesnej żydowskiej osady rolniczej w tej części Doliny Jordanu. Założenie osady przebiegło w trzech etapach. W pierwszym etapie, w dniach od 23 do 26 grudnia 1901 roku, pięć rodzin żydowskich osiedliło się na ziemi wykupionej przez organizacje syjonistyczne od arabskich właścicieli. W drugim etapie, od 25 grudnia 1902 roku, utworzono unię rolniczą umożliwiającą osadnikom dzierżawienie ziemi od organizacji syjonistycznych. Trzeci etap rozpoczął się w styczniu 1903 roku, kiedy formalnie powstała wieś. Mieszkało w niej dwanaście rodzin, do których następnie dołączyło pięć rodzin z Zichron Ja’akow. Wybudowano 21 domów w dwóch rzędach, otoczonych murem. Pozostawiono dwie działki niezabudowane, z przeznaczeniem pod szkołę i ośrodek zdrowia. Wieś początkowo nazywała się Milchamia (hebr. מלחמיה). Przed I wojną światową w pobliżu wioski utworzono kamieniołom i zakład produkcyjny gipsu. Po zamieszkach w Nabi Musa, w dniu 24 kwietnia 1920 roku grupa Arabów zaatakowała wieś. Podjęto wówczas ze względów bezpieczeństwa decyzję o ewakuacji na krótki czas wszystkich mieszkańców. Po powrocie mieszkańców w 1921 roku, zmieniono nazwę wioski na obecną, oddając w ten sposób cześć ojcu Wysokiego Komisarza Palestyny, sir Herberta Samuela.
Ze względu na mocno odizolowane położenie, trudne warunki geograficzne i rosnące zagrożenie ze strony Arabów, rozwój wioski był powolny i przyśpieszył dopiero w latach 50. XX wieku wraz z pojawieniem się nowej fali żydowskich imigrantów. W latach 1951–2006 posiadała prawa samorządu lokalnego. Po pozbawieniu tych praw została przekształcona w zwykłą wieś komunalną. Ze względu na położenie geograficzne w Dolinie Kinaret powinna ona podlegać pod jurysdykcję Samorządu Regionu Doliny Jordanu, postanowiono jednak przydzielić ją do Samorządu Regionu Doliny Bet Sze’an.

## Architektura
Menachemja posiada kilka osiedli mieszkaniowych: Ofer (na wschodzie), Bene Beitecha (na południu) i Amidar A (na zachodzie).

## Kultura i sport
We wsi jest ośrodek kultury z biblioteką, basen kąpielowy, sala sportowa z siłownią, oraz boisko do piłki nożnej.

## Edukacja
Wieś utrzymuje przedszkole i szkołę podstawową Michael Szalita. Wieś posiada własną synagogę i mykwę.

## Gospodarka i infrastruktura
Lokalna gospodarka opiera się na rolnictwie i sadownictwie. W sadach uprawia się grejpfruty, mandarynki, pomarańcze, banany, daktyle, winorośla i oliwki. We wsi jest przychodnia zdrowia z gabinetem stomatologicznym, dwa sklepy wielobranżowe i warsztat mechaniczny.

## Transport
Ze wsi wyjeżdża się na południowy wschód na drogę nr 7188, którą jadąc na wschód dojeżdża się do skrzyżowania z drogą nr 90, lub jadąc na południowy zachód przejeżdża się przez kamieniołomy i dojeżdża do kibucu Geszer. Natomiast drogą nr 90 jadąc na południe dojeżdża się do kibucu Geszer, lub jadąc na północny wschód dojeżdża się do kibuców Aszdot Ja’akow Me’uchad i Aszdot Ja’akow Ichud.